# A Stormy Knight
A Stormy Knight er en amerikansk stumfilm fra 1917 af Elmer Clifton.

## Medvirkende
- Franklyn Farnum som John Winton
- Jean Hersholt som Dr. Fraser
- Agnes Vernon som Mary Weller
- Hayward Mack som Richard Weller
- Frank MacQuarrie som Mr. Weller